# Nord Aviation
Nord Aviation era una compañía pública francesa dedicada a la construcción aeronáutica. Fue creada el 1 de octubre de 1954 tras la compra de la Société française d'étude et de construction de matériel aéronautiques spéciaux (SFECMAS) por parte de la Société Nationale de Constructions Aéronautiques du Nord (SNCAN). Paradójicamente, la compañía tenía su sede en el centro de Francia, en el aeropuerto de Bourges, en el departamento de Cher. En 1970, Nord Aviation se fusionó con Sud Aviation para crear la Société Nationale d'Industrie Aérospatiale (SNIAS), posteriormente renombrada como Aérospatiale e integrada desde el año 2000 en la corporación aeroespacial europea EADS.

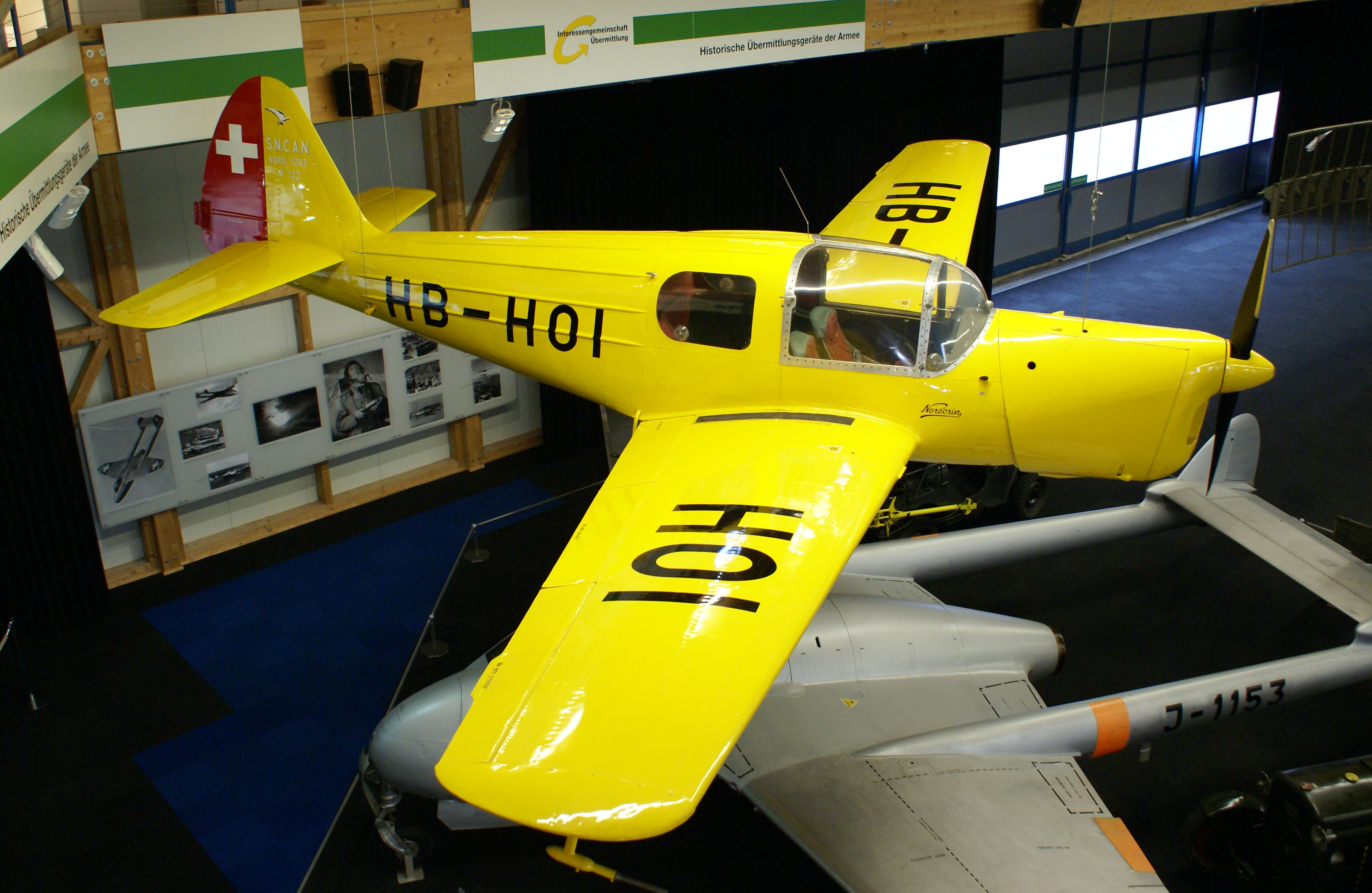
Entrenador Nord 1203 Norécrin

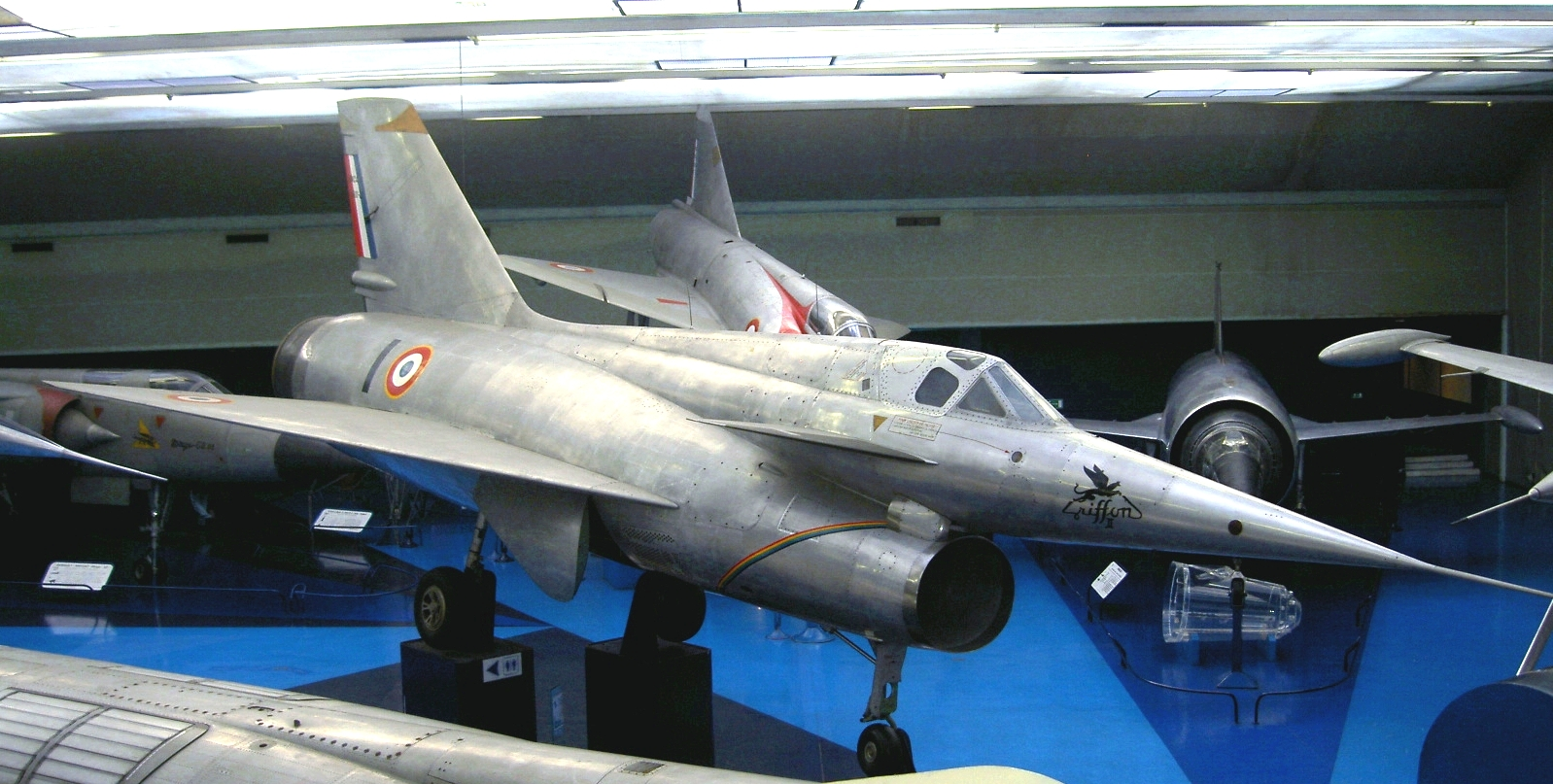
Prototipo Nord 1500 Griffon

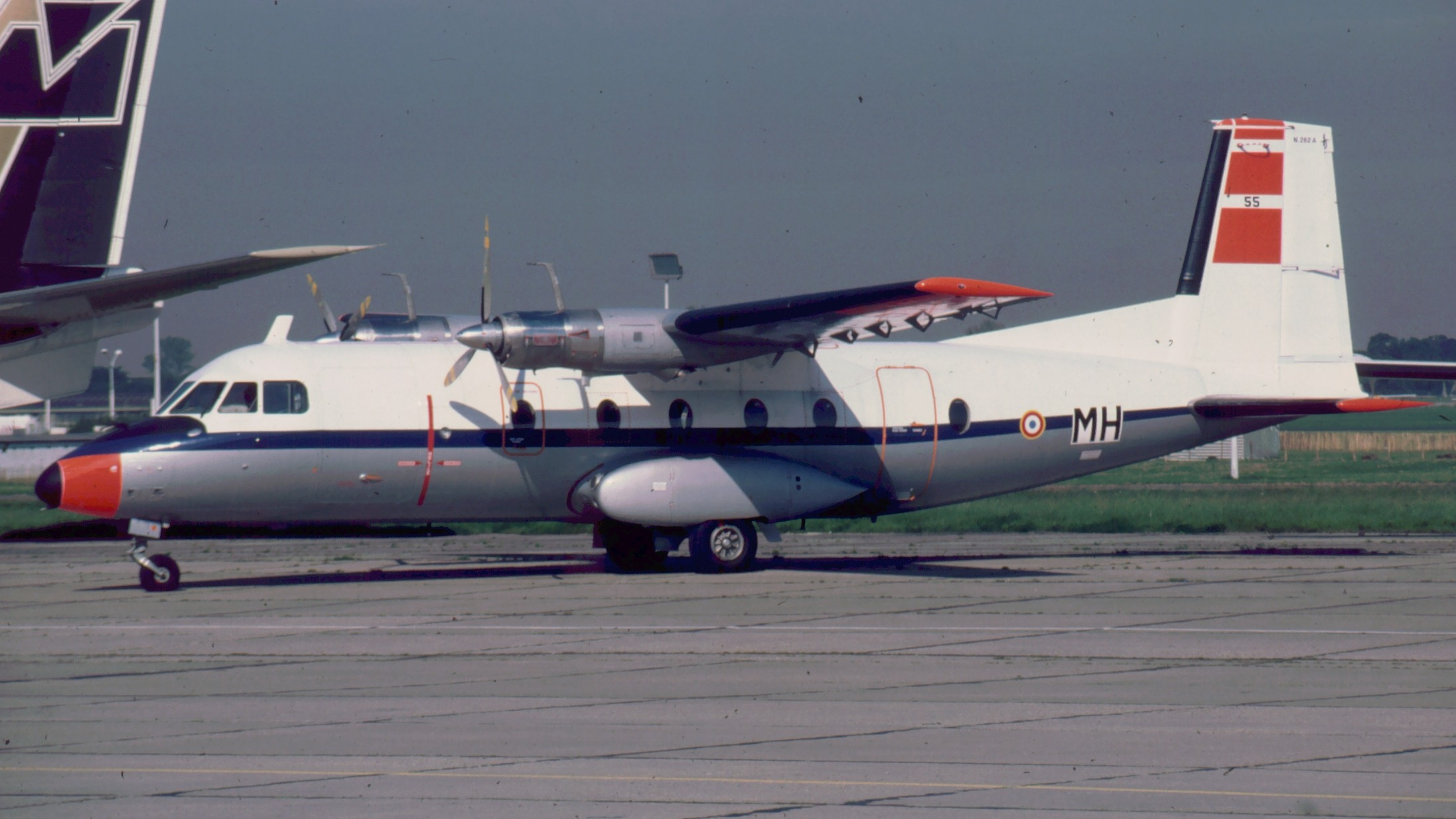
Nord 262

## Producción
| Modelo                                   | Función                                          | Año       |
| Nord 1000 Pingouin I                     | Avión de enlace y comunicaciones                 | 1945      |
| Nord 1002 Pingouin II                    | Avión de enlace y comunicaciones                 | 1946      |
| Nord 1200 Norécrin                       | Avión de enlace y comunicaciones                 | 1948      |
| Nord 1400 Noroit                         | Hidrocanoa de reconocimiento/búsqueda/salvamento | 1949      |
| S.N.C.A.N. Nord 2501 Noratlas            | Transporte militar                               | 1950      |
| Nord Aviation 1500 'Griffon' 2           | Prototipo de avión de combate                    | 1957      |
| Nord Aviation 1402A/B -1405 'Gerfaut II' | Aviones de investigación                         | 1954-55   |
| Nord 1500 Griffon I / II                 | Avión de investigación                           | 1955/1957 |
| Nord 1601                                | Avión de investigación                           | 1950      |
| Nord 1750 Norelfe                        | Helicóptero triplaza                             | 1953      |
| Nord Aviation 3400 'Norbarbe'            | Biplaza observación                              | 1958      |
| Nord 3200 /3201 / 3202 / 3202B           | Biplaza entrenamiento primario                   | 1957      |
| Nord Aviation 260                        | Transporte civil                                 | 1960      |
| Nord Aviation 262                        | Transporte civil                                 | 1962      |
| Nord Aviation 262A 'S-Broussard'         | Transporte civil                                 | 1964      |
| Nord Aviation 262B                       | Transporte civil                                 | 1964      |
| Nord Aviation 262C                       | Transporte civil                                 | 1968      |